# Grič pri Trebnjem
Grič pri Trebnjem je naselje v občini Trebnje.
Grič pri Trebnjem je gručasta vasica na majhnem griču zahodno od Trebnjega. Na južni strani vasi je gozdnata Grmada, v Polju, Breznici, Pod gričem in v Lazah so njive, nižje v Dolini mokrotni travniki, v bližini pa je bila najdena tudi slučajna najdba iz halštatskega časa. 
V naselju je šest domačij, po domače imenovanih: Kuzlovi, Maticovi, Maležovi, Pavletovi, Trlepovi in Strahovi. Naselje se več kot sto let ni širilo, od druge polovice 20. stoletja je število prebivalcev upadalo. Od leta 2019 se je trend obrnil, saj se je v vas svojih sorodnikov vrnilo nekaj mlajših družin.